# 久保貞也
久保 貞也（くぼ さだや、1972年1月2日 - ）は、日本の経営工学者。摂南大学経営学部教授。博士（工学）（大阪工業大学）。
専門は、経営工学・経営システム工学・経営情報学、社会システム工学。
主な所属学会は、日本経営工学会、日本経営システム学会、日本オペレーションズ・リサーチ学会、日本経営学会、情報経営学会。

## 略歴
- 1994年3月：摂南大学経営情報学部経営情報学科卒業
- 1999年3月：大阪工業大学大学院工学研究科経営工学専攻博士後期課程修了
- 1999年4月：摂南大学経営情報学部助手
- 2000年4月：摂南大学経営情報学部講師
- 2003年4月：摂南大学経営情報学部助教授
- 2007年4月：摂南大学経営情報学部准教授
- 2024年4月：摂南大学経営学部教授

## 主な研究
- 情報化による中小規模の店舗における協同活動が地域の交通に与える影響
- 協同経営システムの物流に関する研究
- 大阪の地方自治体のウェブサイトにおける観光戦略のためICT活用の影響
- 日本の電子自治体における博物館情報の提供に関する研究
- デジタルサイネージによる広告効果の実証方法の開発

## 著書
- ビジネス・キャリア検定認定講座 経営情報システム（情報化活用）2級 第2版（監修、社会保険研究所2021、学術書）
- ビジネス・キャリア検定試験標準テキスト　経営情報システム3級（監修、社会保険研究所2019、学術書）
- わかりやすい経営工学初心者のビジネス技法36（共著、理工図書2009、学術書）[1]
- 自治体の情報セキュリティ（分担執筆、学文社2006、学術書）
- 情報技術と企業経営（分担執筆、学文社2003、学術書）